# Scheidenflora
Als Scheidenflora (Vaginalflora) wird die natürlich vorhandene mikrobielle Besiedlung der weiblichen Scheide bezeichnet. Die Scheidenflora übernimmt eine Platzhalterfunktion und verhindert dadurch, dass andere, schädliche Keime überhandnehmen. Neben dieser sogenannten Kolonisationsresistenz verhindert auch der durch die Scheidenflora bedingte pH-Wert ein Überwuchern von Krankheitserregern. In der Zusammensetzung der Scheidenflora gibt es bei den verschiedenen Säugetieren erhebliche Unterschiede. Die Scheidenflora gehört zum Mikrobiom eines Vielzellers.

## Scheidenflora der Frau

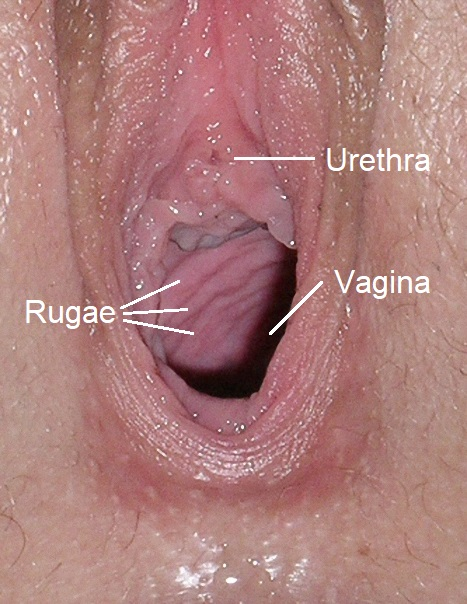
Blick auf das vordere Drittel einer menschlichen Vagina, ausgehend vom Introitus vaginae, dem Scheideneingang mit den Rugae vaginales und dem spiegelnden Vaginalepithel mit der Scheidenflora

Bei einer geschlechtsreifen, gesunden Frau besteht die Scheidenflora überwiegend aus verschiedenen Arten von Milchsäurebakterien, den sogenannten Döderlein-Bakterien.

### Physiologie
Lange wurde angenommen, Lactobacillus acidophilus sei dabei der am meisten verbreitete Mikroorganismus, aber mittlerweile stellte sich heraus, dass der häufigste Scheidenbewohner L. iners ist, gefolgt von L. crispatus (nach manchen veröffentlichten Untersuchungen auch umgekehrt). Weitere häufig vorkommende Lactobazillen der Vagina sind L. delbruekii, L. jensenii, L. buchneri, L. gasseri und Bifidobacterium Spezies. Die Zusammensetzung der vaginalen Mikroflora kann von Frau zu Frau stark variieren, weshalb verschiedene Parameter der Besiedlung im sogenannten Nugent-Score zur Quantifizierung und Bewertung der Flora in der Vagina herangezogen werden. Dies ermöglicht die Einschätzung einer Behandlungsbedürftigkeit und des Therapieerfolgs.
Die Laktobazillen vergären unter dem zyklischen Einfluss von Östrogen und Gestagen das von den Vaginalepithelzellen bereitgestellte Glykogen über Traubenzucker zur Milchsäure (Milchsäuregärung). Hierdurch bildet sich in der Scheide ein saures Milieu aus, dessen pH-Wert normalerweise 3,8–4,5 beträgt. Dieses saure Vaginalmilieu stellt einen effektiven Schutz vor manchen Infektionen und einer Änderung des Mikrobioms dar, weil die überwiegende Zahl (potentiell) krankmachender Bakterien (bakterielle Infektionen) unter solchen Bedingungen nicht gedeihen können. Der niedrige pH-Wert wirkt auch hemmend auf vaginale Pilzinfektionen, kann aber keinen vollständigen Schutz bieten.

### Störungen
Die Scheidenflora stellt eine wichtige natürliche Prophylaxe dar vor pathologischen Keimen und damit auch vor diversen Geschlechtskrankheiten. Das bei der Frau notwendige saure Milieu kann jedoch empfindlich gestört werden und namentlich zu einem Rückgang der säurebildenden Döderlein-Stäbchen führen. Vaginalduschen können diese Störung der vaginalen Bakterienflora verursachen.
Normalerweise sind in 1 mm³ Scheidenepithel ca. 2 Milliarden der nützlichen Laktobazillen anzutreffen. Verringert sich jedoch ihre Zahl, führt dies entsprechend auch zu einem niedrigeren Säuregrad (= höherer pH-Wert). Dies bedeutet eine erhebliche Reduzierung des natürlichen Schutzes, weshalb es viel leichter zu einer bakteriellen Scheidenentzündung bzw. Vaginose kommen kann.
Bisher sind folgende Ursachen für die Beeinträchtigung des vaginalen Säureschutzes bekannt: 
- Einnahme der Antibabypille;[4]
- Einnahme von Antibiotika;
- übertriebene Hygiene, insbesondere die Anwendung von (basischer) Seife;
- Anwendung von Hautdesinfektionsmitteln an der Vulva und in der Vagina
- chronischer Stress.[5]

Die häufigsten Erreger einer Scheidenentzündung sind Gardnerella vaginalis, aber auch pathogene Chlamydien, Enterobakterien, Staphylokokken und der Pilz Candida albicans.

## Scheidenflora der Säugetiere
Bei z. B. der Hündin ist eine Mischflora aus etwa zwei bis vier verschiedenen Bakterienarten nachweisbar. Im Unterschied zur Scheidenflora der Frau sind dabei regelmäßig Bakterien zu finden, die potenziell krankheitsauslösend (fakultativ pathogen) sind. Die häufigsten Arten sind:
- Staphylococcus aureus
- Staphylococcus intermedius
- α-, β- und γ-hämolysierende Streptokokken
- Escherichia coli
- Pasteurella multocida
- Chlamydien
- Mykoplasmen
- Anaerobier

Nach einer Antibiotika-Behandlung ist der Bakteriennachweis im Scheidensekret zumeist negativ, wenige Tage nach Absetzen des Antibiotikums stellt sich jedoch die physiologische Flora wieder ein. Beim Hund ist der pH-Wert physiologisch im alkalischen Bereich, weshalb Pilzinfektionen bei Hunden keine Rolle spielen und den pH-Wert absenkende Medikamente aus der Humanmedizin für Hündinnen vollkommen ungeeignet sind.